# 헬렌 스티븐스

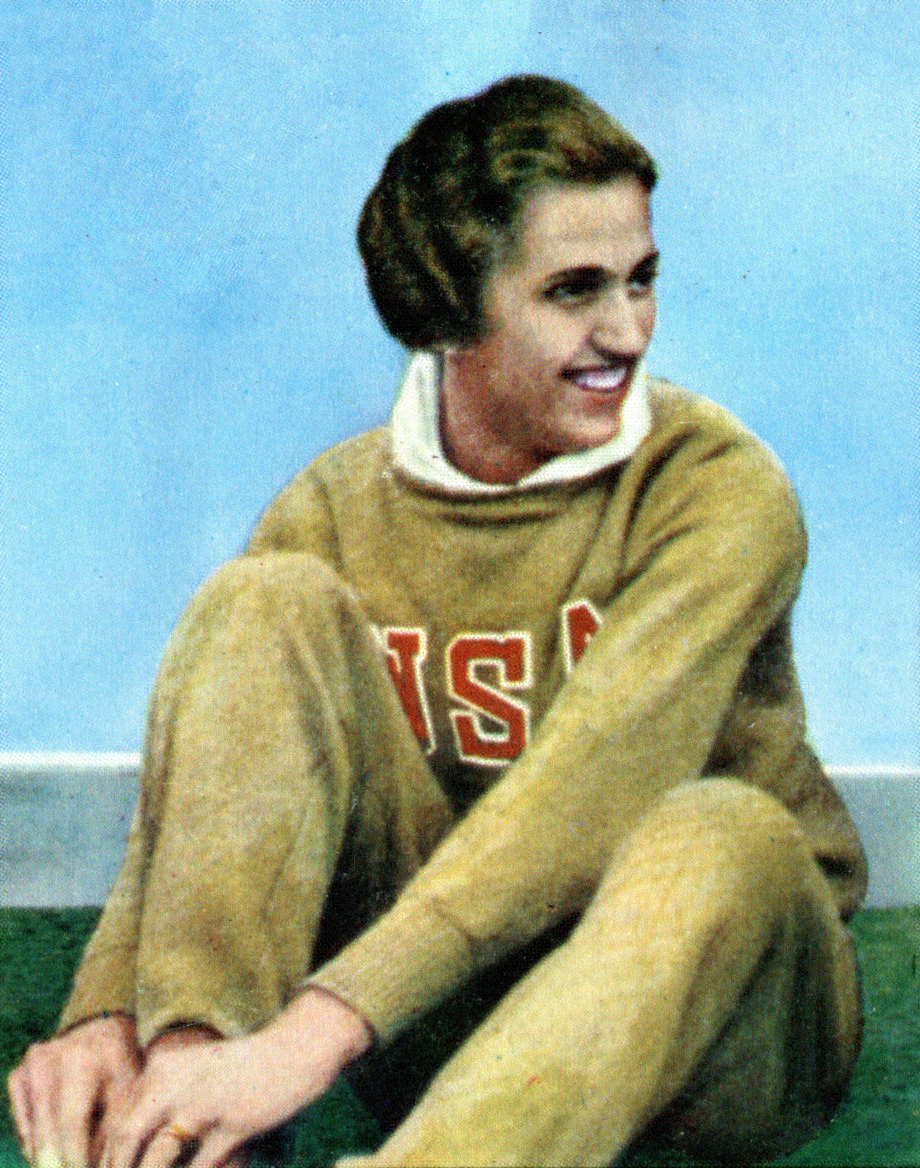

헬렌 헤링 스티븐스(Helen Herring Stephens, 1918년 2월 3일 ~ 1994년 1월 17일)는 미국의 육상 선수였다.
미주리주 풀턴에서 태어나, "풀턴 플래쉬"라는 별명이 붙은 스티븐스는 그녀의 경력에 패한 적이 없던 강한 단거리 육상 선수였다. 또 포환던지기와 원반던지기 같은 무게급 종목에서도 국내 타이틀을 따내기도 하였다.
18세의 나이로 1936년 베를린 올림픽에 참가, 100m 결승전에서 전직 챔피언이자 세계 기록 보유자 스타니스와바 발라시에비치를 꺾고 우승하였다. 그녀의 기록 11.5초는 세계 기록 아래였으나, 경주에서 강한 순풍이 일어난 이유로 인정되지 않았다. 다음에 400m 릴레이에서 독일 팀이 배턴을 떨어뜨리면서, 미국 팀의 최종주자로서 우승으로 이끌었다.
올림픽이 끝나자마자 육상에서 은퇴하였고, 야구와 소프트볼을 프로적으로 활약하였다. 윌리엄 우즈 대학교에서 수학하였으며, 1938년부터 1952년까지 자신의 준프로 농구 팀의 소유자이자 감독이었다.
75세의 나이로 세인트루이스에서 사망하였다.
수많은 세월 동안에 세인트루이스에서 미국 항공도 정보 서비스의 연구 분야에 고용되어 있었다.